# Secció electoral
Les seccions electorals són les zones en què es divideixen les circumscripcions electorals. Es determinen pel nombre d'electors: A Catalunya, cada secció inclou un màxim de 2.000 electors i un mínim de 500. No obstant això, per cada municipi hi ha, com a mínim, una secció electoral, tenint en compte que cap secció no pot tenir un àmbit superior al del terme municipal.